# Lord du sceau privé
Le lord du sceau privé ou garde du petit-sceau (anglais : Lord Keeper of the Privy Seal ou Lord Privy Seal) est un des grands officiers d'État du Royaume-Uni. Il est dans l'ordre de préséance après le lord président du Conseil et avant le lord-grand-chambellan.
La fonction est l'un des offices traditionnels de l'État : initialement, son porteur était responsable du sceau personnel (privé) du monarque (par opposition au grand sceau de l'État, qui est à la charge du lord chancelier). Bien qu'étant une des plus anciennes charges du royaume, elle ne donne aujourd'hui pas de fonction particulière à son titulaire à l'exception de celle d'entrer au Cabinet, si bien qu'on considère généralement le poste comme l'équivalent d'un ministre sans portefeuille.
Depuis le gouvernement Attlee, cette charge a été fréquemment associée à celle de leader de la Chambre des lords ou des Communes.

## Liste des lords du sceau privé

### Lords du sceau privé d'Angleterre (1307–1707)
- William Melton (1307–1312)
- Roger Northburgh (1312–1316)
- Thomas Charlton (1316–1320)
- Robert Baldock (1320–1323)
- Robert Wodehouse (1323)
- Robert Ayleston (1323–1324)
- William Airmyn (1324–1325)
- Henry Cliff (1325)
- William Herlaston (1325–1326)
- Robert Wyvil (1326–1327)
- Richard Airmyn (1327–1328)
- Adam Lymbergh (1328–1329)
- Richard Bury (1329–1334)
- Robert Ayleston (1334)
- Robert Tawton (1334–1335)
- William Zouche (1335–1337)
- Richard Bintworth (1337–1338)
- William Kilsby (1338–1342)
- John de Ufford (1342–1344)
- Thomas Hatfield (1344–1345)
- John Thoresby (1345–1347)
- Simon Islip (1347–1350)
- Michael Northburgh (1350–1354)
- Thomas Bramber (1354–1355)
- John Winwick (1355–1360)
- John Buckingham (1360–1363)
- William of Wykeham (1363–1367)
- Peter Lacy (1367–1371)
- Nicholas Carew (1371–1377)
- John Fordham (1377–1381)
- William Dighton (1381–1382)
- Walter Skirclaw (1382–1386)
- John Waltham (1386–1389)
- Edmund Stafford (1389–1396)
- Guy Mone (1396–1397)
- Richard Clifford (1397–1401)
- Thomas Langley (1401–1405)
- Nicholas Bubwith (1405–1406)
- John Prophet (1406–1415)
- John Wakering (1415–1416)
- Henry Ware (1416–1418)
- John Kemp (1418–1421)
- John Stafford (1421–1422)
- William Alnwick (1422–1432)
- William Lyndwood (1432–1443)
- Thomas Beckington (1443–1444)
- Adam Moleyns (1444–1450)
- Andrew Holes (1450–1452)
- Thomas Lisieux (1452–1456)
- Lawrence Booth (1456–1460)
- Robert Stillington (1460–1467)
- Thomas Rotherham (1467–1470)
- John Hales (1470–1471)
- Thomas Rotherham (1471–1474)
- John Russell (1473–1483)
- John Gunthorp (1483–1485)
- Peter Courtenay (1485–1487)
- Richard Foxe (1487–1516)
- Thomas Ruthall (1516–1523)
- Henry Marney (1523)
- Cuthbert Tunstall (1523–1530)
- Thomas Boleyn (1530–1536)
- Thomas Cromwell 1536–1540)
- William FitzWilliam (1er comte de Southampton) (1540–1542)
- John Russell (1542–1555)
- William Paget (1er baron Paget) (1555–1558)
- Nicholas Bacon (1558–1571)
- William Cecil (1571–1572)
- William Howard (1572–1573)
- Thomas Smith (1573–1576)
- Francis Walsingham (1576–1590)
- William Cecil (1590–1598)
- Robert Cecil (1598–1608)
- Henry Howard (1608–1614)
- Robert Carr (1614–1616)
- Edward Somerset (1616–1625)
- John Coke (1625–1628)
- Robert Naunton (1628)
- Henry Montagu (1628–1642)
- Lucius Cary (1643)
- Edward Nicholas (1643–1644)
- Henry Bourchier (1644–1654)
- John Robartes (1er comte de Radnor) (1661–1673)
- Arthur Annesley (1673–1682)
- George Savile (1682–1685)
- Henry Hyde (2e comte de Clarendon) (1685–1687)
- Henry Arundell (1687–1688)
- George Savile (1689–1690)
- Commission 1690–1692
- Thomas Herbert (1692–1699)
- John Lowther (1699–1700)
- Ford Grey (1700–1701)
- Commission 1701–1702
- John Sheffield (1702–1705)
- John Holles (1705–1707)

### Lords du sceau privé du Royaume-Uni (1707–aujourd'hui)
- John Holles (1707-1711)
- John Robinson (1711-1713)
- William Legge (1713-1714)
- Thomas Wharton (1714-1715)
- Commission 1715
- Charles Spencer (1715-1716)
- Evelyn Pierrepont (1716-1718)
- Henry Grey (1718-1719)
- Evelyn Pierrepont (1720-1726)
- Thomas Trevor (1726-1730)
- Spencer Compton (1730-1731)
- Commission 1731
- William Cavendish (1731-1733)
- Henry Lowther (1733-1735)
- Francis Godolphin (1735-1740)
- John Hervey (1740-1742)
- John Leveson-Gower (1742-1743)
- George Cholmondeley (1743-1744)
- John Leveson-Gower (1744-1755)
- Charles Spencer (1755)
- Granville Leveson-Gower (1755-1757)
- Richard Grenville-Temple (1757-1761)
- Commission 1761
- John Russell (1761-1763)
- George Spencer (1763-1765)
- Thomas Pelham-Holles (1765-1766)
- William Pitt (1766-1768)
- George Hervey (1768-1770)
- George Montagu-Dunk (1770-1771)
- Henry Howard (1771)
- Augustus Henry Fitzroy (1771-1775)
- William Legge (1775-1782)
- Augustus Henry FitzRoy (1782-1783)
- Frederick Howard (1783)
- Charles Manners (1783-1784)
- Commission 1784
- Granville Leveson-Gower (1784-1794)
- George John Spencer (1794)
- John Pitt (1794-1798)
- John Fane (1798-1806)
- Henry Addington (1806)
- Henry Richard Vassall-Fox (1806-1807)
- John Fane (1807-1827)
- William Cavendish-Scott-Bentinck (1827)
- George Howard (1827-1828)
- Edward Law (1828-1829)
- James St Clair-Erskine (1829-1830)
- John George Lambton (1830-1833)
- Frederick John Robinson (1833-1834)
- George Howard (1834)
- Constantine Henry Phipps (1834)
- James Stuart-Wortley (1er baron Wharncliffe) (1834-1835)
- John William Ponsonby (1835-1840)
- George William Villiers (1840-1841)
- Richard Temple-Nugent-Brydges-Chandos-Grenville (1841-1842)
- Walter Francis Montagu-Douglas-Scott (1842-1846)
- Thomas Hamilton (1846)
- Gilbert Elliot-Murray-Kynynmound (1846-1852)
- James Gascoyne-Cecil (1852)
- George Douglas Campbell (1853-1855)
- Dudley Ryder (1855-1858)
- Ulick John de Burgh (1858)
- Charles Philip Yorke (1858-1859)
- George Douglas Campbell (1859-1866)
- James Howard Harris (1866-1868)
- John Wodehouse (1868-1870)
- Charles Wood (1870-1874)
- James Howard Harris (1874-1876)
- Benjamin Disraeli (1876-1878)
- Algernon George Percy (1878-1880)
- George Douglas Campbell (1880-1881)
- Chichester Parkinson-Fortescue (1881-1885)
- Archibald Primrose (1885)
- Dudley Ryder (1885-1886)
- William Ewart Gladstone (1886)
- George Henry Cadogan (1886-1892)
- William Ewart Gladstone (1892-1894)
- Edward Marjoribanks (1894-1895)
- Richard Assheton Cross (1895-1900)
- Robert Arthur Talbot Gascoyne-Cecil (1900-1902)
- Arthur Balfour (1902-1903)
- James Gascoyne-Cecil (4e marquis de Salisbury) (1903-1905)
- George Frederick Samuel Robinson (1905-1908)
- Robert Crewe-Milnes (1908-1911)
- Charles Robert Wynn-Carington (1911-1912)
- Robert Crewe-Milnes (1912-1915)
- George Nathaniel Curzon (1915-1916)
- David Lindsay (1916-1919)
- Andrew Bonar Law (1919-1921)
- Austen Chamberlain (1921-1922)
- Robert Cecil (1922-1924)
- John Robert Clynes (1924)
- James Gascoyne-Cecil (4e marquis de Salisbury) (1924-1929)
- James Henry Thomas (1929-1930)
- Vernon Hartshorn (1930-1931)
- Thomas Johnston (1931)
- William Wellesley Peel (1931)
- Philip Snowden (1931-1932)
- Stanley Baldwin (1932-1934)
- Anthony Eden (1934-1935)
- Charles Vane-Tempest-Stewart (1935)
- Edward Wood (1935-1937)
- Herbrand Sackville (1937-1938)
- John Anderson (1938-1939)
- Samuel Hoare (1939-1940)
- Kingsley Wood (1940)
- Clement Attlee (1940-1942)
- Stafford Cripps (1942)
- Robert Gascoyne-Cecil (1942-1943)
- William Maxwell Aitken (1943-1945)
- Arthur Greenwood (1945-1947)
- Philip Inman (1947)
- Christopher Addison (1947-1951)
- Ernest Bevin (1951)
- Richard Stokes (1951)
- Robert Gascoyne-Cecil (1951-1952)
- Harry Crookshank (1952-1955)
- Rab Butler (1955-1959)
- Quintin Hogg (1959-1960)
- Edward Heath (1960-1963)
- Selwyn Lloyd (1963-1964)
- Frank Pakenham (1964-1965)
- Frank Soskice (1965-1966)
- Frank Pakenham (1966-1968)
- Edward Shackleton (1968)
- Fred Peart (1968)
- Edward Shackleton (1968-1970)
- George Jellicoe (1970-1973)
- David Hennessy (1973-1974)
- Malcolm Shepherd (1974-1976)
- Fred Peart (1976-1979)
- Ian Gilmour, Bt (1979-1981)
- Humphrey Atkins (1981-1982)
- Janet Young (1982-1983)
- John Biffen (1983-1987)
- John Wakeham (1987-1988)
- John Ganzoni (1988-1990)
- David Waddington (1990-1992)
- John Wakeham (1992-1994)
- Robert Gascoyne-Cecil (1994-1997)
- Ivor Richard (1997-1998)
- Margaret Jay (1998-2001)
- Gareth Williams (2001-2003)
- Peter Hain (2003-2005)
- Geoff Hoon (2005-2006)
- Jack Straw (2006-2007)
- Harriet Harman (2007-2010)
- George Young (2010-2014)
- Tina Stowell (2014-2016)
- Natalie Evans (2016-2022)
- Nicholas True (2022-2024)
- Angela Smith (depuis 2024)

### En littérature: la fonction ministérielle vue par Vercors
L'écrivain, résistant et diplomate Jean Bruller dit Vercors , qui était un fin connaisseur des milieux politiques britanniques des années 40 et 50 a mis en scène le Lord du sceau privé dans un roman comique aux allures de conte philosophique, les animaux dénaturés. L'intrigue tourne autour d'une peuplade d'êtres à mi chemin entre le singe et l'homme (les tropis) découverte dans un coin reculé de l'Empire britannique. Les scientifiques et les philanthropes voudraient les rattacher au genre humain (avec lequel ils sont interféconds) mais un entrepreneur capitaliste sans scrupule , et avec lui tout le lobby colonialiste, voudrait en faire des animaux exploitables à merci, comme des esclaves. L'affaire, ultra médiatisée, embarrasse le gouvernement de sa majesté.
C' est finalement le Lord du sceau privé qui hérite du dossier car le droit britannique (en grande partie non écrit) est muet sur la définition de l'être humain. Après consultations et tractations au cours desquelles ledit ministre se hâte lentement, le cas sera tranché à la Chambre des lords (érigée en chambre judiciaire pour l'occasion). Avec finesse, Vercors , parlant de ce poste gouvernemental, le définit comme le « ministre des affaires imprécises ».